# Graellsia isabellae
Graellsia isabellae är en fjärilsart som beskrevs av Don Mariano de la Plaz Graëlls 1849. Graellsia isabellae ingår i släktet Graellsia och familjen påfågelsspinnare. Inga underarter finns listade i Catalogue of Life.

## Bildgalleri

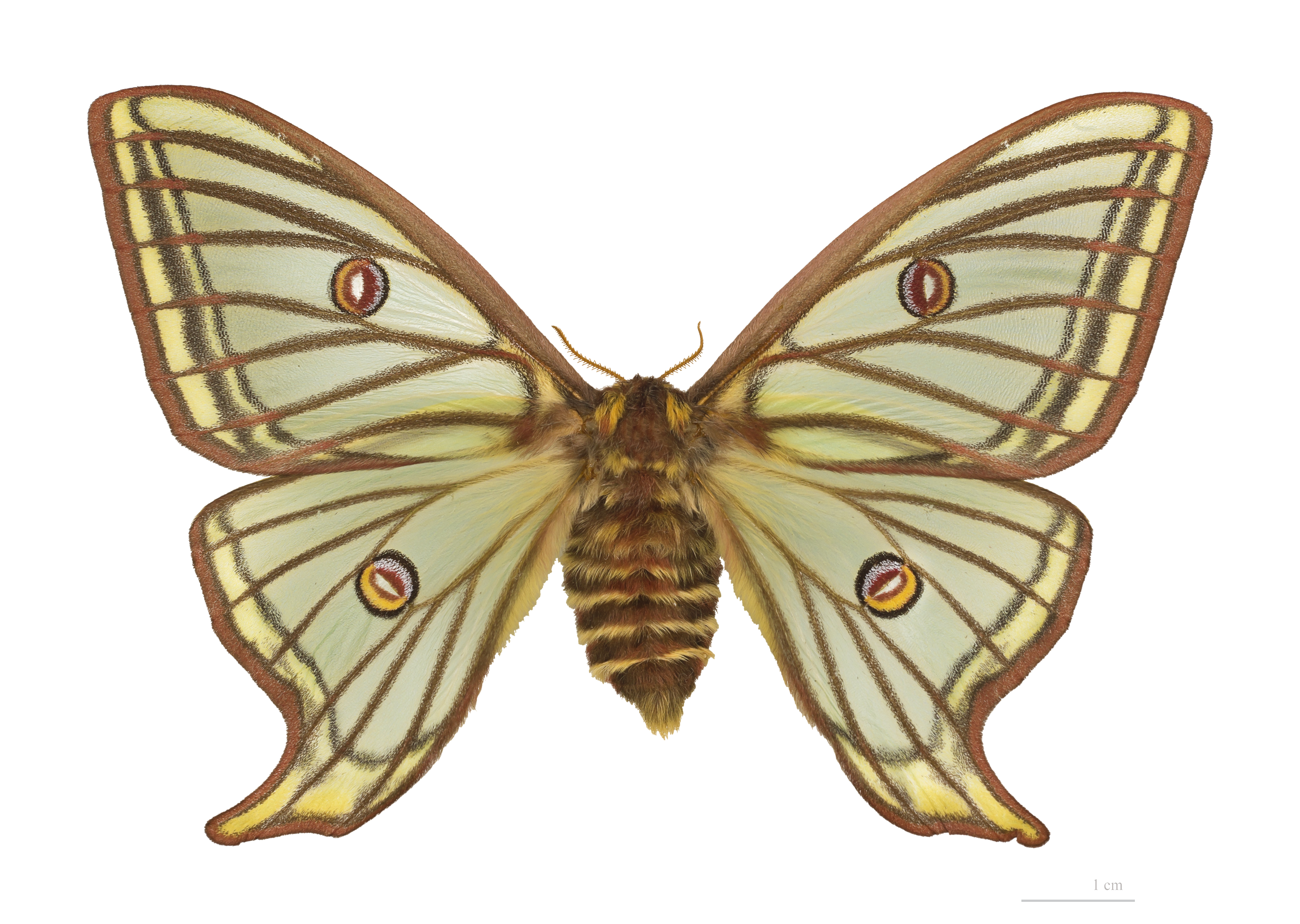
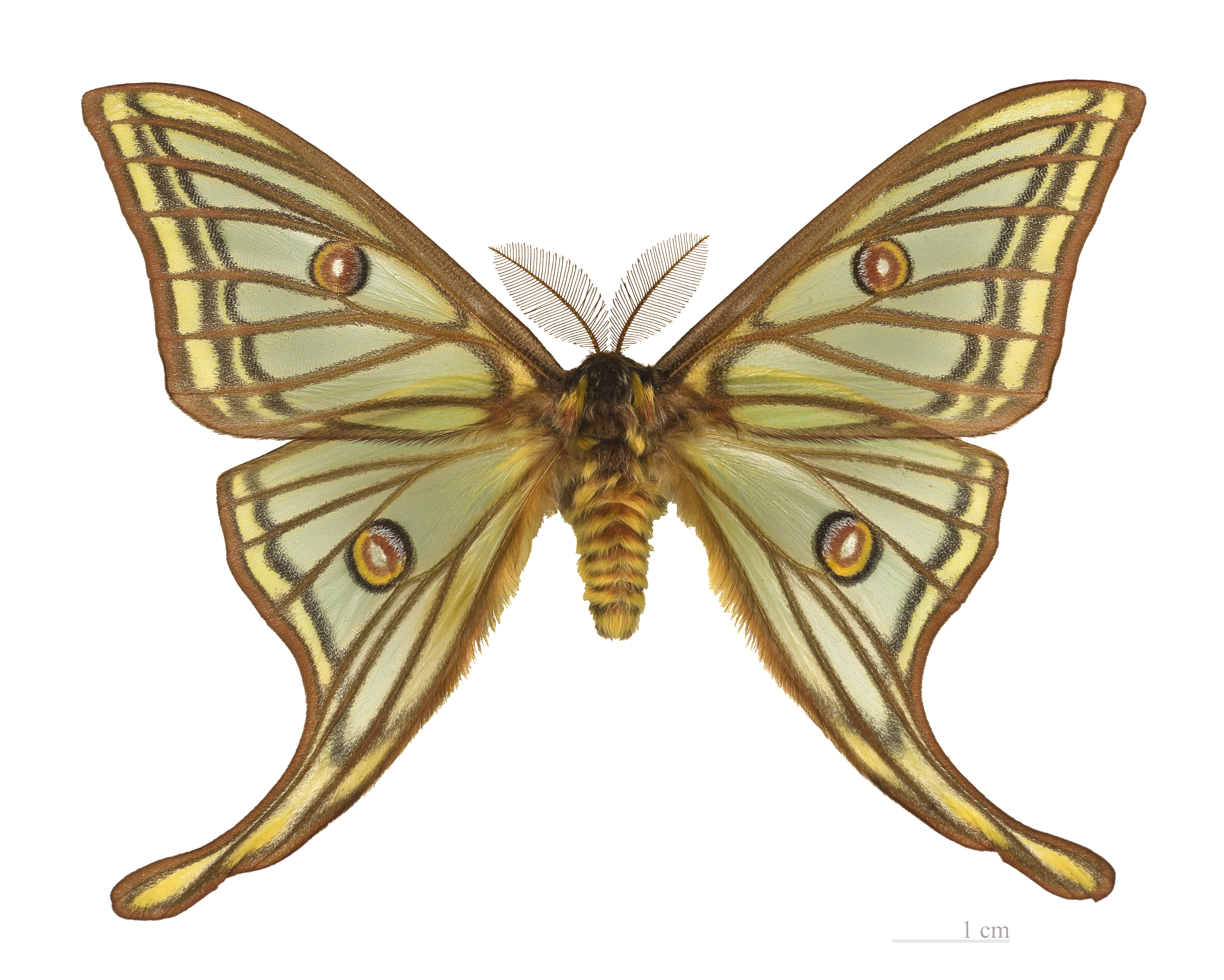
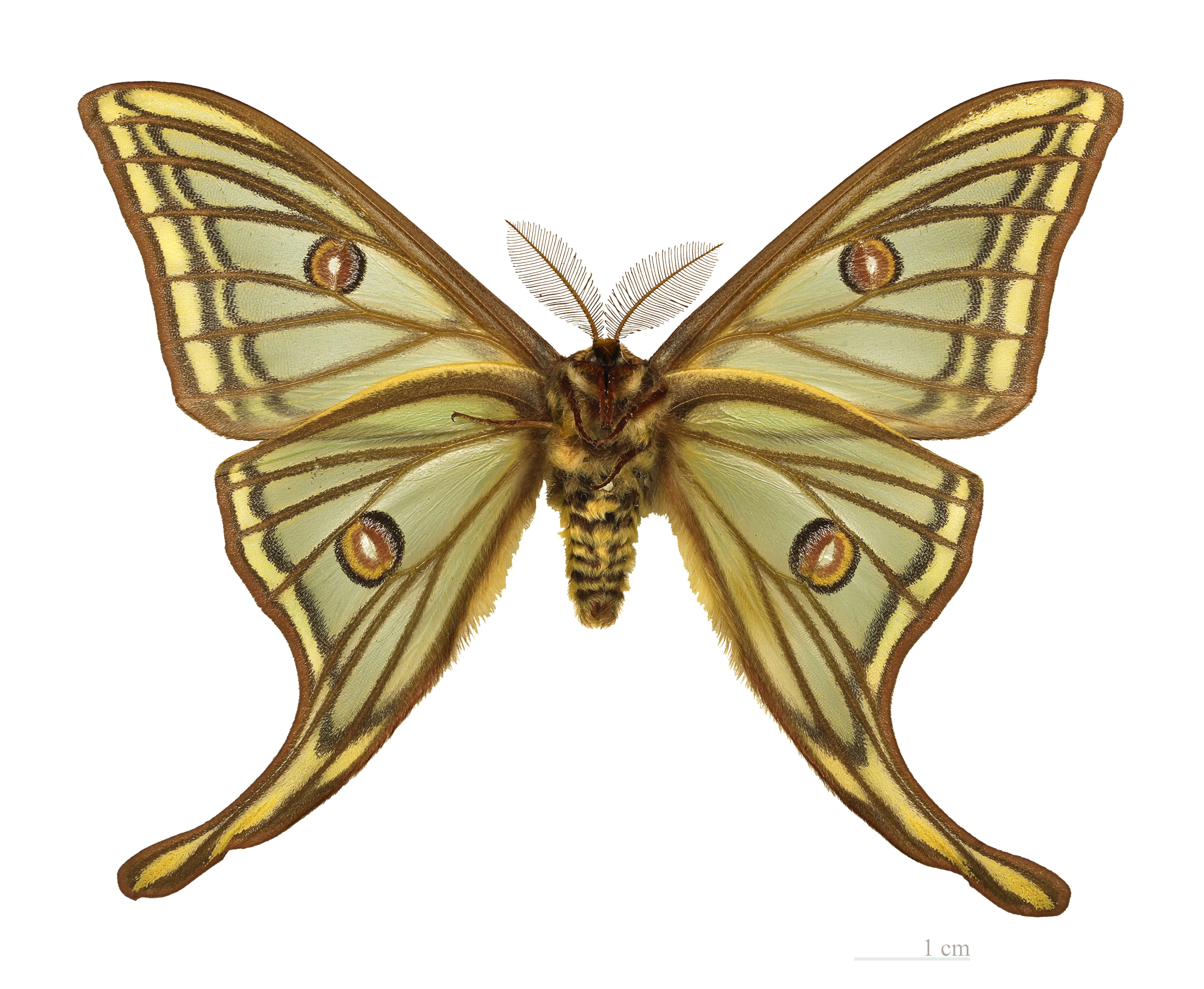
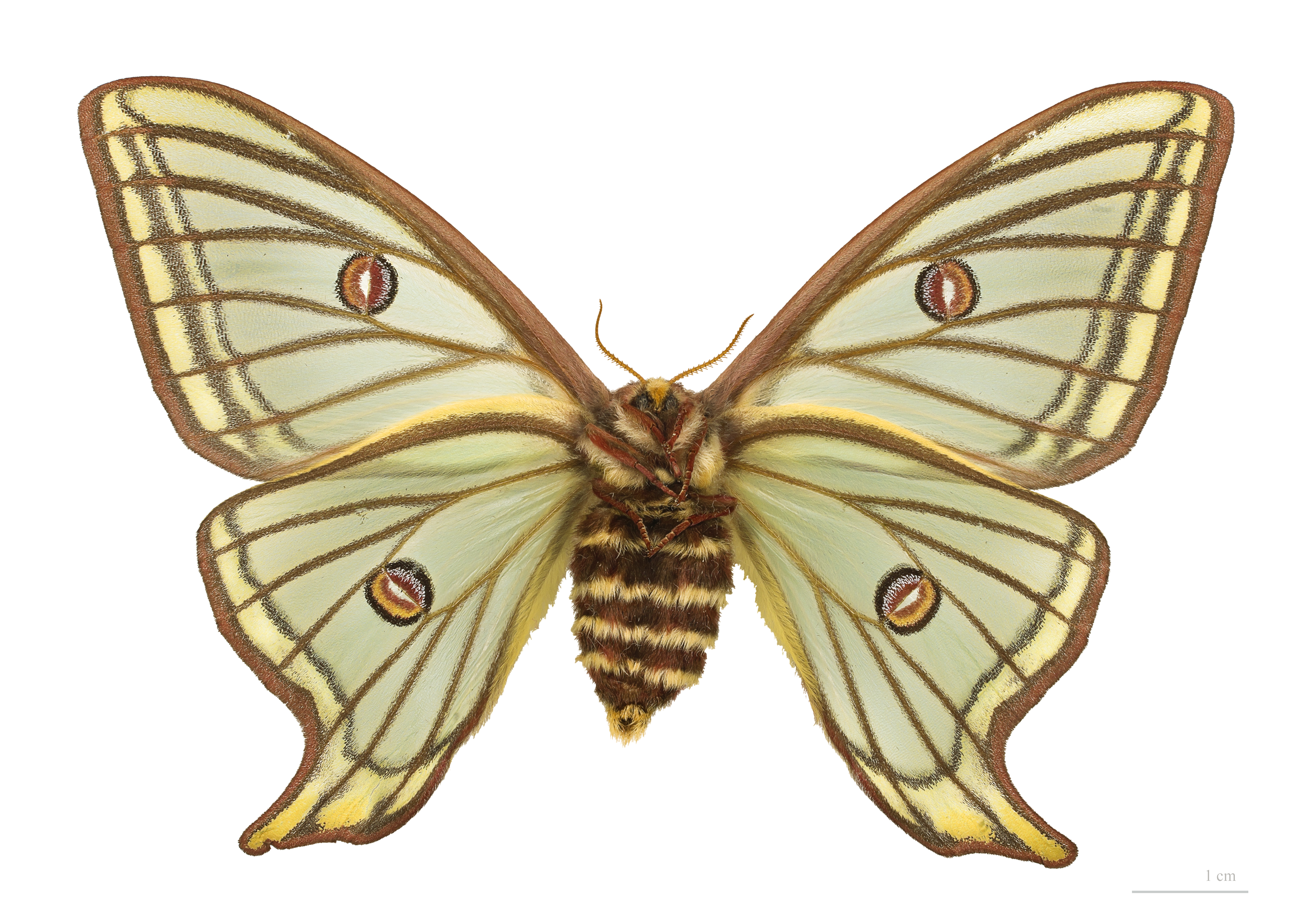
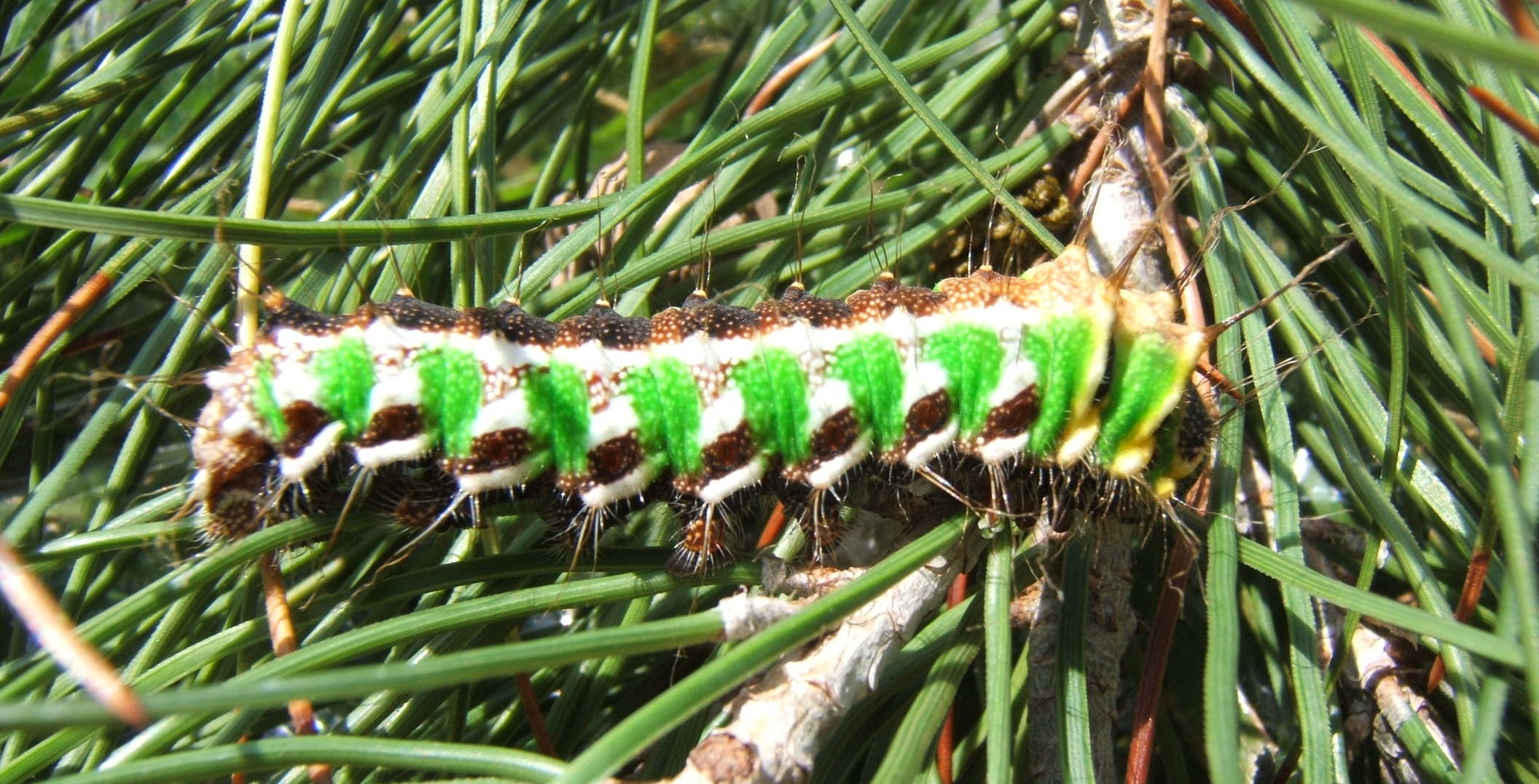
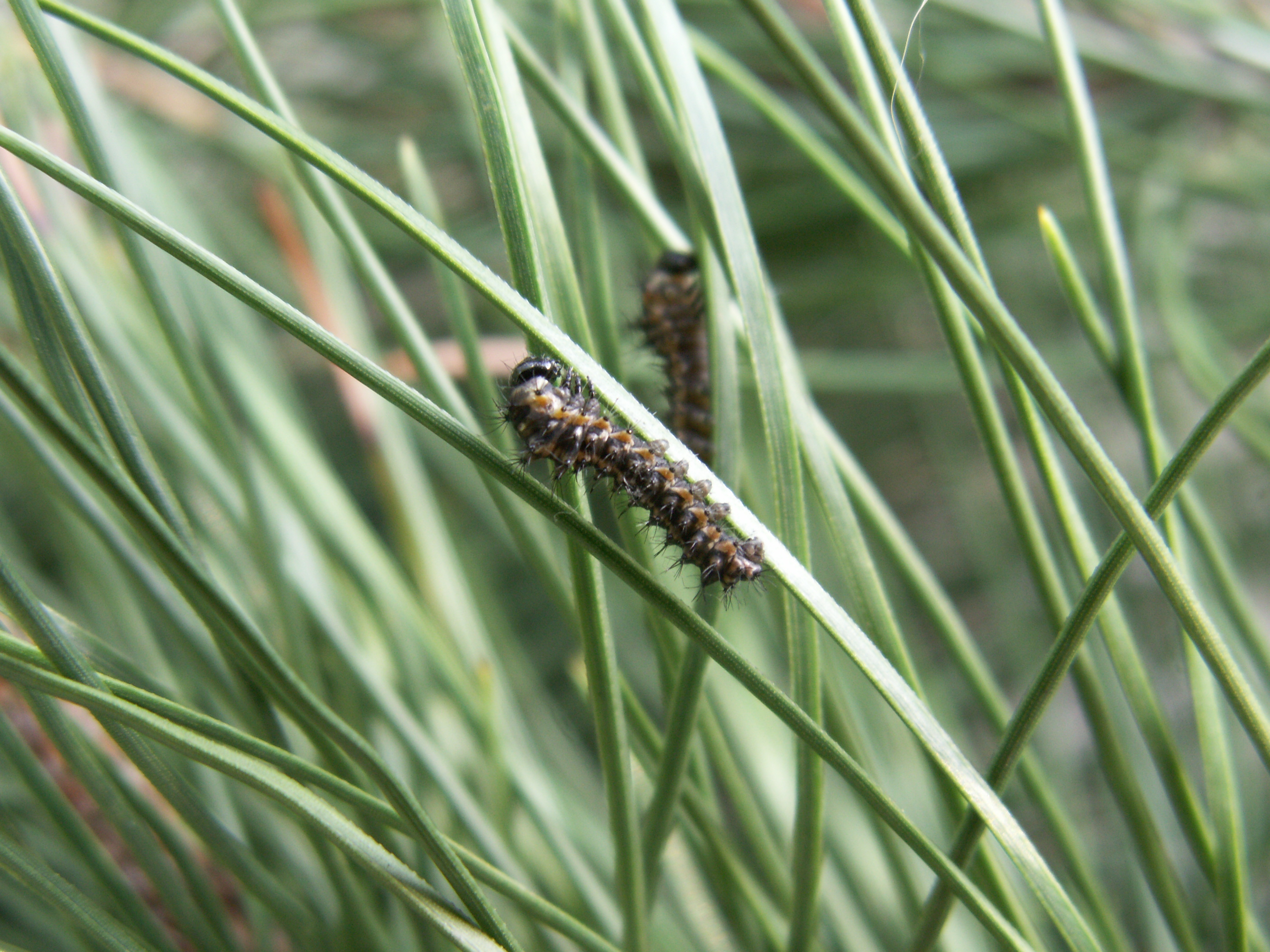